# Йозеф Крнач
Йозеф Крнач  (словац. Jozef Krnáč, 30 грудня 1977) — словацький дзюдоїст, олімпійський медаліст.

## Виступи на Олімпіадах
| Олімпіада  | Дисципліна                  | Місце |
| ---------- | --------------------------- | ----- |
| Афіни 2004 | дзюдо, напівлегка категорія | 2     |

## Зовнішні посилання
- Досьє на sport.references.com [Архівовано 13 листопада 2012 у Wayback Machine.]